# Zamieszki w Bośni i Hercegowinie
Zamieszki w Bośni i Hercegowinie nazywane też Bośniacką Wiosną rozpoczęły się 3 lutego 2014 w mieście Tuzla w północnej części kraju, lecz szybko rozprzestrzeniły się na inne miasta Bośni i Hercegowiny. Niektóre z tych miast to Sarajewo, Zenica, Mostar, Banja Luka, Jajce, Brczko, Bihać, Prijedor, Travnik, Bugojno, Donji Vakuf, Kakanj, Visoko, Gračanica, Sanski Most, Cazin, Živinice, Goražde, Orašje, Srebrenik, Bijeljina Prozor i Tešanj. Zamieszki wybuchły z przyczyn społecznych. Celem protestujących było m.in. obalenie rządu i były największymi protestami społecznymi od zakończenia wojny w Bośni.

## Przyczyny wystąpień
Po II wojnie światowej Tuzla stała się ważnym ośrodkiem przemysłowym i kulturalnym Jugosławii. W pierwszej dekadzie XXI wieku cztery przedsiębiorstwa państwowe uległy prywatyzacji, m.in. fabryka mebli i fabryka proszku do prania. Nowi właściciele sprzedali aktywa, przestali wypłacać pensje pracownikom i ogłosili upadłość. Setki ludzi straciło pracę w kraju, w którym bezrobocie sięga i tak 27–44%. Stopa bezrobocia w Bośni i Hercegowinie, kraju o ludności 3,8 mln osób, wynosi około 44%. Oficjalne dane to 27,5%, ale kolejne 20% pracuje w tzw. szarej strefie. Średnia płaca w Bośni i Hercegowinie wynosi 420 euro (w przeliczeniu), a 20% mieszkańców żyje poniżej granicy ubóstwa.

## Protesty

### Tuzla

#### 3–5 lutego
Protesty rozpoczęły się 3 lutego 2014 w mieście Tuzla i miały przebieg pokojowy. Następnego dnia setki demonstrantów głównie z dużych firm takich jak Dita, Polihem, Guming i Konjuh, starło się z policją w pobliżu budynku administracyjnego, domagając się odszkodowania i żądając od urzędników natychmiastowej reakcji. Demonstranci oskarżyli lokalnych urzędników o umożliwienie kilku byłym państwowym firmom ogłoszenia upadłości w roku 2000 i 2008. Następstwem ogłoszenia upadłości przez firmy były setki bezrobotnych.
W tym samym tygodniu protesty rozpoczęły się w różnych miastach Bośni i Hercegowiny, m.in. Bihaću, Mostarze, Zenicy, Kakanj i w stolicy kraju – Sarajewie.
Z powodu ostatnich zamknięć fabryk i firm w Tuzli, przynajmniej 600 protestujących próbowało szturmować budynek miastowego samorządu, oskarżając władze o dopuszczanie do upadłości przedsiębiorstw państwowych po ich prywatyzacji. Niektórzy z protestujących rzucali jajkami, racami i kamieniami w okna budynku, a także podpalili opony na ulicy, blokując ruch w centrum miasta. Policja jednak zmusiła demonstrantów do wycofania się i otoczyła kordonem budynek administracji.
Protestujący zebrali się przed budynkiem administracyjnym kantonu, żądając odszkodowań, zwrotu pieniędzy z opieki zdrowotnej i wypłaty emerytur po sprywatyzowanych firmach, które zbankrutowały. Niektórzy protestujący starli się z policją, próbując wejść do budynku, a także podpalili pojemniki na śmieci oraz opony. Ranne zostały 22 osoby, w tym 17 policjantów, a 24 osoby aresztowano.
Protestujący byli oburzeni brutalnością policji. Następnego dnia (6 lutego) liczba protestujących znacznie wzrosła, do 6000 osób, które zgromadziły się przed budynkiem administracyjnym kantonu. Około 100 policjantów został rannych, z czego większość z powodu obrażeń od kamieni rzucanych przez demonstrantów. 20 protestujących zostało lekko rannych, 27 zostało aresztowanych, a 11 samochodów zniszczonych.

#### 6 lutego
6 lutego protesty rozprzestrzeniły się na inne miasta Bośni i Hercegowiny. Początkowo ludzie chcieli okazać solidarność z mieszkańcami Tuzli. W stolicy kraju, Sarajewie, protestujący starli się z policją i zablokowali ruch w centrum miasta. Czterech policjantów zostało hospitalizowanych. W Mostarze około 200 osób zablokowało ruch w mieście, a w Zenicy około 150 mieszkańców protestowało przed siedzibą lokalnych władz. Jeden z protestujących w Zenicy powiedział: „Dzisiaj walczymy za Tuzlę, jutro walczymy za nas wszystkich”. Protesty wybuchły także m.in. w miastach Bihać i Tešanj.
27 osób, które aresztowano dzień wcześniej, zostało zwolnionych. Po raz pierwszy od początku protestów policja użyła gazu łzawiącego, przez co ponad 20 osób zostało hospitalizowanych. Szkoły w całej Tuzli zostały zamknięte. Mieszkańcy krzyczeli obelgi i oblewali policjantów wodą. Starsi mieszkańcy uderzali w garnki w oknach i na balkonach.

#### 7 lutego

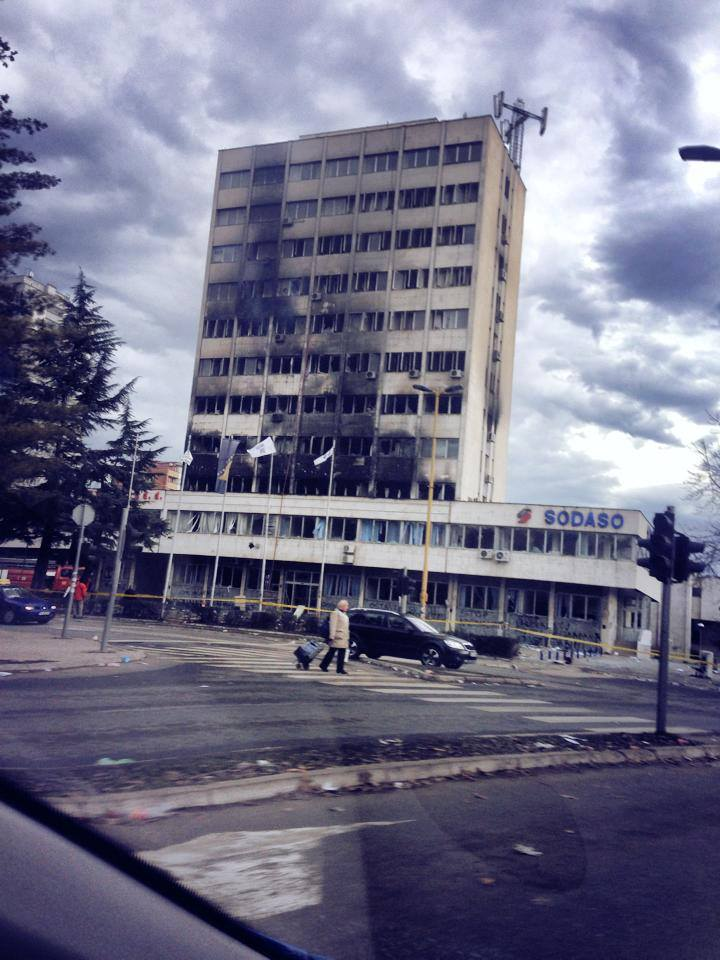
Widok siedziby kantonu tuzlańskiego dzień po protestach, 8 lutego 2014.

7 lutego ludzie zaczęli się gromadzić w tych samych miastach, co wcześniej i w ponad 20 innych największych miastach kraju. Według oficjalnych danych rannych zostało 130 osób, w tym 104 policjantów. Podczas zamieszek burmistrz miasta Brczko został na krótko wzięty przez demonstrantów jako zakładnik, a następnie zwolniony.

#### 8 lutego
Przez godziny poranne tłumy zebrały się m.in. w miastach: Brczko, Mostar, Banja Luka, Jajce, Bihać, Doboj, Prijedor, Travnik, Bugojno, Donji Vakuf, Kakanj, Visoko, Gračanica, Sanski Most, Cazin, Živinice, Goražde, Orašje, Srebrenik, Bijeljina, Prozor i Tešanj. Tego samego dnia zamieszki zostały zatrzymane i zmieniły się w pokojowe protesty. Na ulicach rozpoczęto sprzątanie.

### Zenica

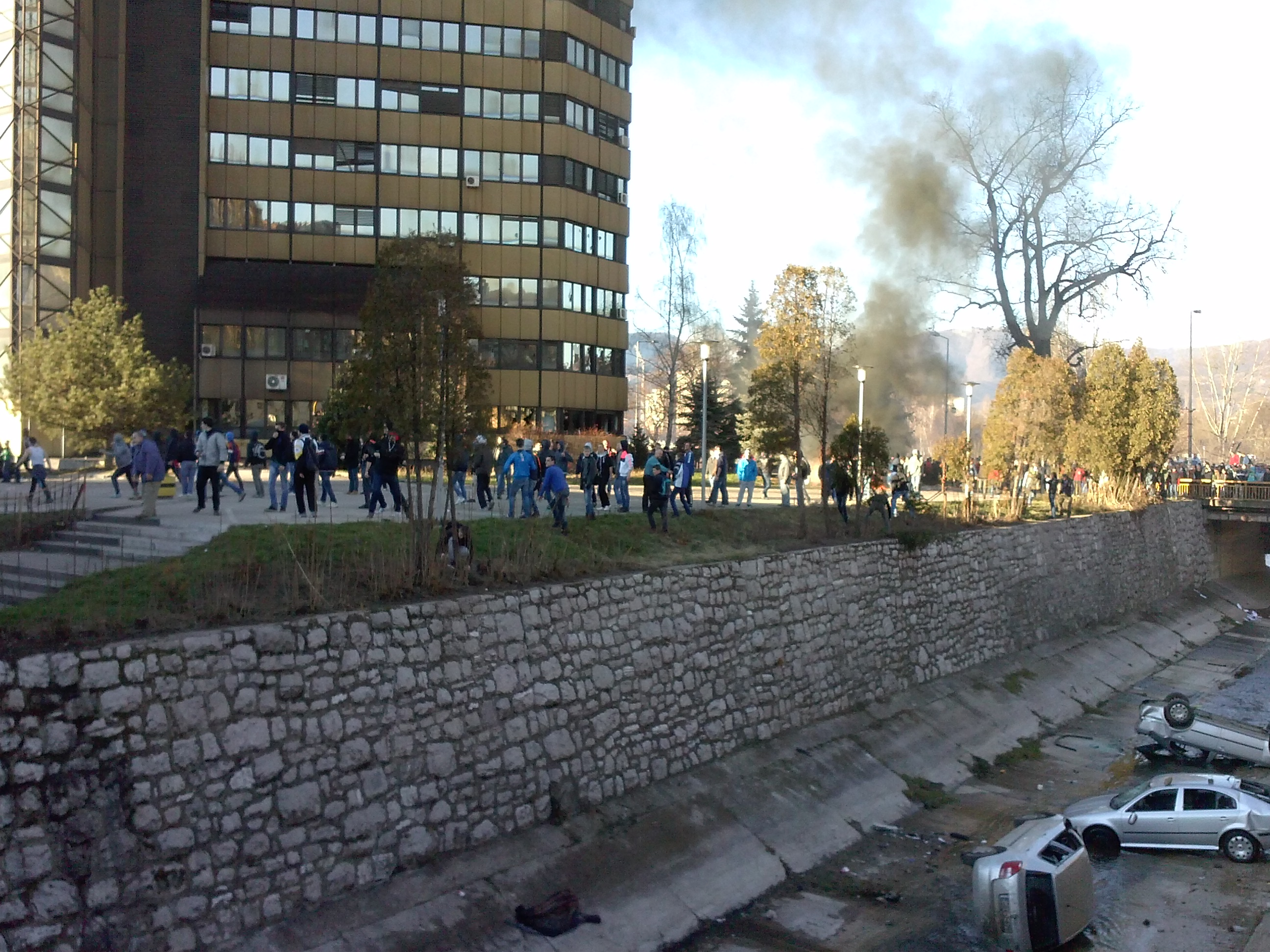
Protesty w Zenicy 7 lutego 2014.

Protestujący w Zenicy przedarli się przez kordon policji i podpalili budynek lokalnych władz oraz samochody koło budynku. 7 lutego 2014 władze kantonu zenicko-dobojskiego zaproponowały rezygnację na następnym posiedzeniu.

### Sarajewo

#### 7 lutego
W centrum Sarajewa demonstranci podpalili siedzibę kantonu sarajewskiego, po czym policja użyła gazu łzawiącego i gumowych kul. Protestujący próbowali też wejść do siedziby prezydium Republiki Bośni i Hercegowiny, lecz policja użyła armatek wodnych.
W pobliżu gmachu Prezydium Republiki Bośni i Hercegowiny protestujący podpalili kilka samochodów policyjnych. Budynek także był mocno uszkodzony z powodu podpalenia dwóch pięter i piwnicy, w której spłonęły dokumenty z czasów Austro-Węgier i dwudziestolecia międzywojennego. Demonstranci podpalili także i obrzucili kamieniami siedzibę gminy Centar.

#### 8 lutego
Pokojowe protesty, w których wzięło udział co najmniej 200 osób, były kontynuowane 8 lutego o godzinie 16.00, a protestujący domagali się uwolnienia aresztowanych dzień wcześniej demonstrantów. Wezwali także do dalszego pokojowego protestowania, by zmusić rząd do ustąpienia.

### Bihać
7 i 8 lutego blisko 3000 ludzi zebrało się przed budynkiem administracji i domagało się dymisji władz kantonu uńsko-sańskiego.

## Dymisje
- Premier kantonu tuzlańskiego Sead Čaušević[49]
- Cała władza kantonu zenicko-dobojskiego
- Premier kantonu sarajewskiego Suad Zeljković[50]

## Szkody materialne
Koszty odbudowy infrastruktury nie są jeszcze znane. Szacunkowo koszty we wszystkich miastach będą wynosić 50 mln KM (w przeliczeniu 25,5 mln €). Wiele dokumentów historycznych zostało zniszczonych po podpaleniu Archiwum Bośni i Hercegowiny. Według archiwisty Siniša Domazet pochodziły głównie z czasów austriackiego panowania w Bośni.

## Reakcje
Krajowe
- Bośnia i Hercegowina: 7 lutego 2014 premier Federacji Bośni i Hercegowiny Nermin Nikšić na konferencji prasowej oskarżył chuliganów o tworzenie chaosu[14].

Międzynarodowe
- Unia Europejska: Rzecznik komisarza ds. rozszerzenia i polityki sąsiedztwa Štefan Füle wezwał demonstrantów i policjantów do nieuciekania się do przemocy[55].
- Austria: Wysoki Przedstawiciel dla Bośni i Hercegowiny Valentin Inzko powiedział, że zarówno Austria, jak i Unia Europejska zwiększą liczbę żołnierzy w Bośni, jeśli sytuacja się pogorszy[56].
- Chorwacja: Chorwacja wezwała do natychmiastowego zaprzestania przemocy w Bośni i Hercegowinie. Chorwackie ministerstwo spraw zagranicznych i europejskich w oświadczeniu podało: „Z niepokojem obserwujemy przebieg wydarzeń w Bośni i Hercegowinie oraz wzywamy do pilnego zaprzestania konfliktów i przemocy. Wzywamy wszystkie strony do ustalenia wzajemnego porozumienia, ponieważ Europejska, stabilna i prosperująca Bośnia i Hercegowina jest w interesie wszystkich jej obywateli. Bośnia i Hercegowina ma perspektywę bycia członkiem Unii Europejskiej i powinna rozwiązać konflikty w swojej duszy.”[57]

Prezydent Chorwacji Ivo Josipović skomentował sytuację w Bośni i Hercegowinie, będąc na Zimowych Igrzyskach Olimpijskich w Soczi. „Życzę naszym sąsiadom i przyjaciołom uspokoić obecną sytuację tak szybko jak to możliwe. Najważniejsze, że wszystkie problemy społeczne można rozwiązać w ramach instytucji demokratycznych i mam nadzieję, że tak będzie też w przypadku Bośni i Hercegowiny.”
„Bośnia i Hercegowina w przeciwieństwie do niektórych trudnych przypadków w tej chwili ma gwarantowaną perspektywę europejską; ma potwierdzoną drogę w kierunku integracji europejskiej. Myślę, że nawet z wszystkimi trudnościami jest coś, co ma szerokie poparcie wśród obywateli i jest to kierunek rozwoju Bośni i Hercegowiny, a więc myślę, że konieczne będzie znalezienie metody komunikacji tak szybko jak to możliwe.” powiedziała chorwacka minister spraw zagranicznych Vesna Pusić. Dodała, że będzie rozmawiać o sytuacji w Bośni i Hercegowinie 10 lutego na spotkaniu ministrów spraw zagranicznych w Brukseli.
Poseł Parlamentu Europejskiego Davor Stier także skomentował sytuację w Bośni i Hercegowinie: „Kiedy ludzie w Mostarze rzucają rzeczy w ogień i krzyczą ‘To jest Bośnia!’ to bardzo przypomina czetników w agresji przeciw Chorwacji krzyczących ‘To jest Serbia!’. Gdy Zlatko Lagumdžija oskarża Parlament Europejski za ustawy przeciw centralizmowi jak bardzo centralistyczne są elity przeciw europejskiemu projektowi pokojowemu. Chorwacja i UE nie mogą być bierne wobec tej spirali przemocy w Bośni i Hercegowinie. Nadszedł czas aby pokazać pozycję lidera. Koniec centralizmu! Koniec przemocy! To czas na europejską drogę Bośni i Hercegowiny.”